# (15164) 2000 GA89
A (15164) 2000 GA89 a Naprendszer kisbolygóövében található aszteroida. A LINEAR projekt keretében fedezték fel 2000. április 4-én.